# Зукас, Синтия
Синтия Зукас (англ. Cynthia Zukas; 19 февраля 1931, Кейптаун, Западно-Капская провинция — 23 ноября 2024) — замбийская художница еврейского происхождения, награждённая в 2012 году Орденом Британской империи.

## Биография
Зукас родилась в 1931 году в Кейптауне, Южно-Африканский союз (ныне ЮАР). Она получила образование в школе, а впоследствии училась в Лондоне, Великобритания, и стала учительницей рисования. Там она встретила Саймона Зукаса, своего будущего мужа.
Через несколько лет Синтия и Саймон переехали в Замбию. У них было двое детей. Через несколько лет после переезда Синтия стала секретарём художественного общества Лусаки. Затем она основала Лечве Траст (англ. Lechwe Trust), организацию, деятельность которой направлена на развитие изобразительного искусства в Замбии. Также Зукас принимала участие в Национальном совете изобразительных искусств Замбии.
В 2000 году Синтия получила Премию Нгома за выдающийся вклад в развитие изобразительного искусства от Национального совета искусств Замбии.
В 2012 году Синтия Зукас была награждена Орденом Британской империи.
Муж Синтии Саймон Зукас скончался в 2021 году в возрасте 96 лет.

## Смерть
Зукас умерла 23 ноября 2024 года в возрасте 93 лет.